# Église Saint-Jean-l'Évangéliste de Sacoué
L'église Saint-Jean-l'Évangéliste de Sacoué est une église catholique située à Sacoué, dans le département français des Hautes-Pyrénées en France.

## Présentation
La construction de l'église date de 1884 d'après la date inscrite sur la pierre placée en haut et à droite de l'entrée.

### Souvenir de la réfection du clocher
La restauration du clocher a eu lieu du 21 août 1922 au 14 novembre 1922.

## Description

### Intérieur

#### Lanef

##### Partie arrière
La statue en bois de saint Jean l'Évangéliste était placée dans un mur extérieur du Castet sur la place de la Carrère.

###### Lebénitier
Le bénitier en granit est classé au titre objet des monuments historiques. Il est sculpté avec un décor de six personnages et de deux frises végétale torsadées, il serait daté du XVe siècle.

#### Chapelle de laVierge Marie
L'autel est en bois sculpté et doré. La façade de l'autel est décorée avec une représentation de Jésus-Christ tenant dans sa main droite un calice, la main gauche est placée sur le cœur, avec devant l'Évangile.
Le tabernacle en bois sculpté et doré est en assez mauvais état, il proviendrait de l'ancienne église paroissiale. Sur son côté gauche, est sculptée la Vierge à l'Enfant avec saint Jean l'Évangéliste, au centre des anges, et sur son côté droit, un évêque, sans doute saint Bertrand.
La pietà sculptée en bois et dorée date du XVIIIe siècle.

#### Chapelle saintJoseph
L'autel et le tabernacle sont en marbre blanc.
Sur la façade de l'autel est inscrit en lettres dorées le monogramme marial composé des lettres A et M entrelacées, initiales de l’Ave Maria.
Le tabernacle est orné d'un décor doré de feuilles de vigne et de grappes de raisin.

#### Lechœur
Le maître-autel est en marbre noir marbré de blanc avec des décorations en marbre blanc (au centre est représentée la trinité), l'arrière de l'autel est en marbre rose foncé.
Le tabernacle est en marbre blanc et rose.

## Galerie

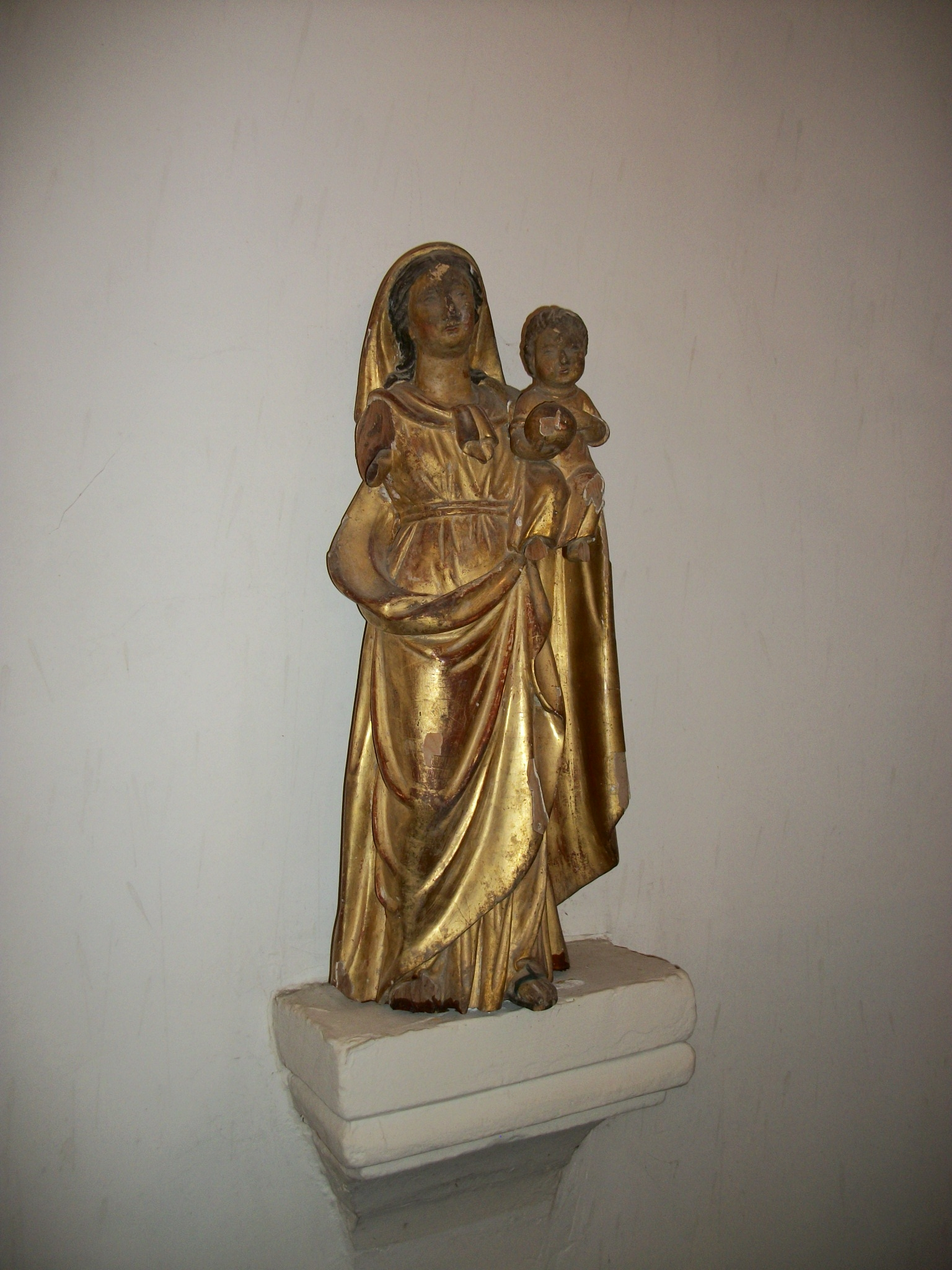
Statuette de la Vierge à l'Enfant en bois sculpté et doré datant du XVIIIe siècle
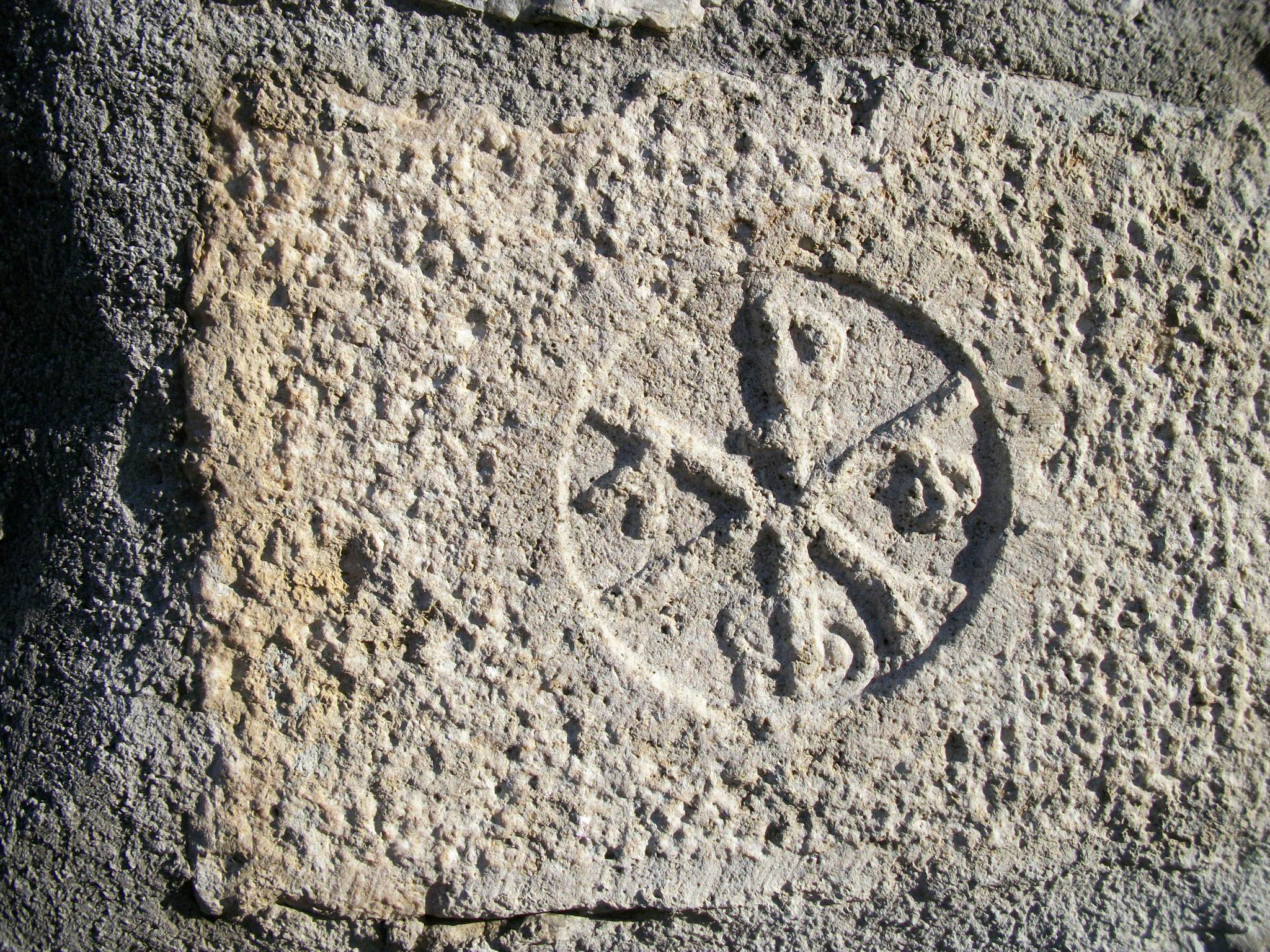
Un chrisme sur un mur près de l'entrée de l'église
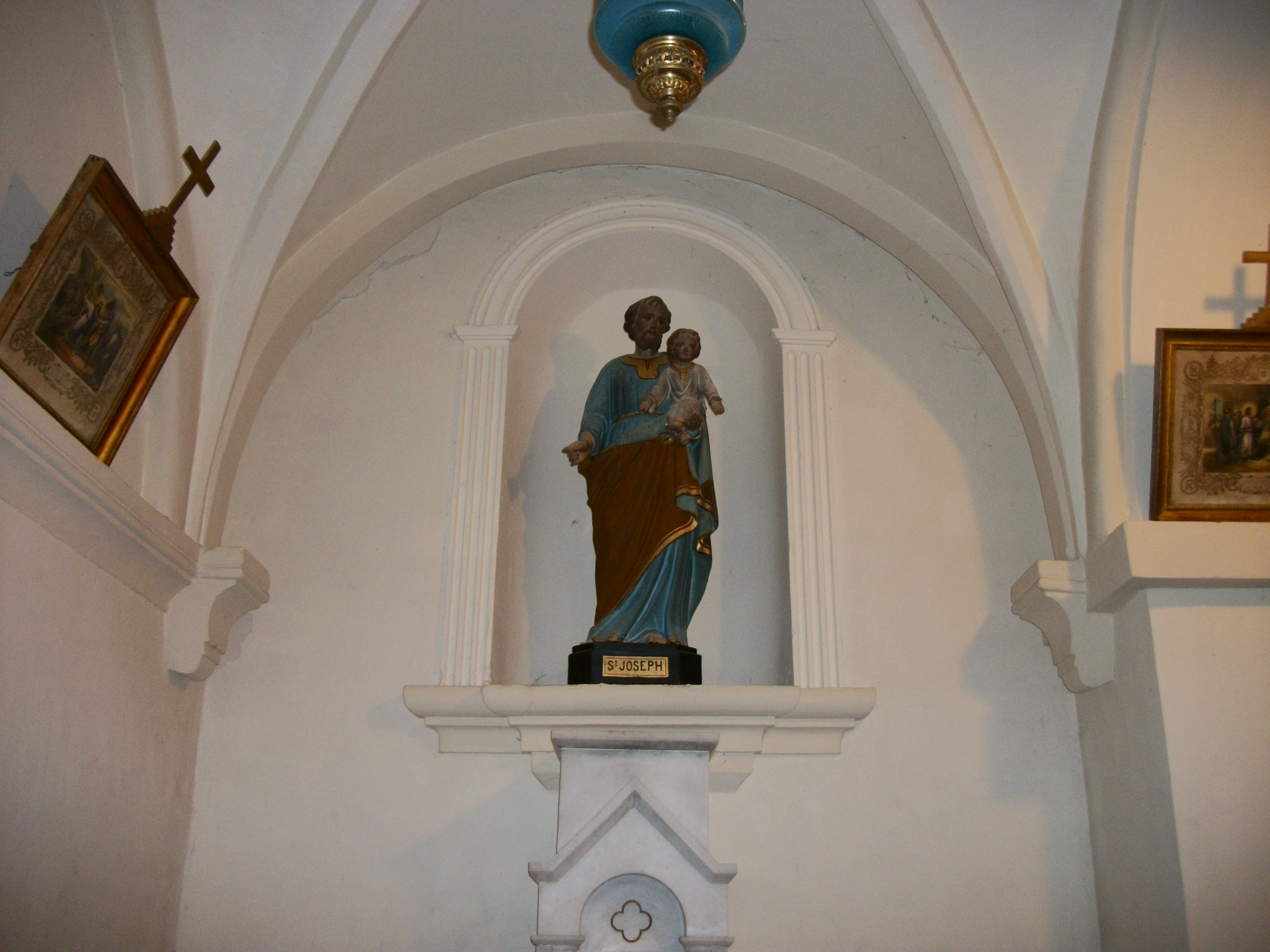
Statue de saint Joseph avec l'Enfant Jésus
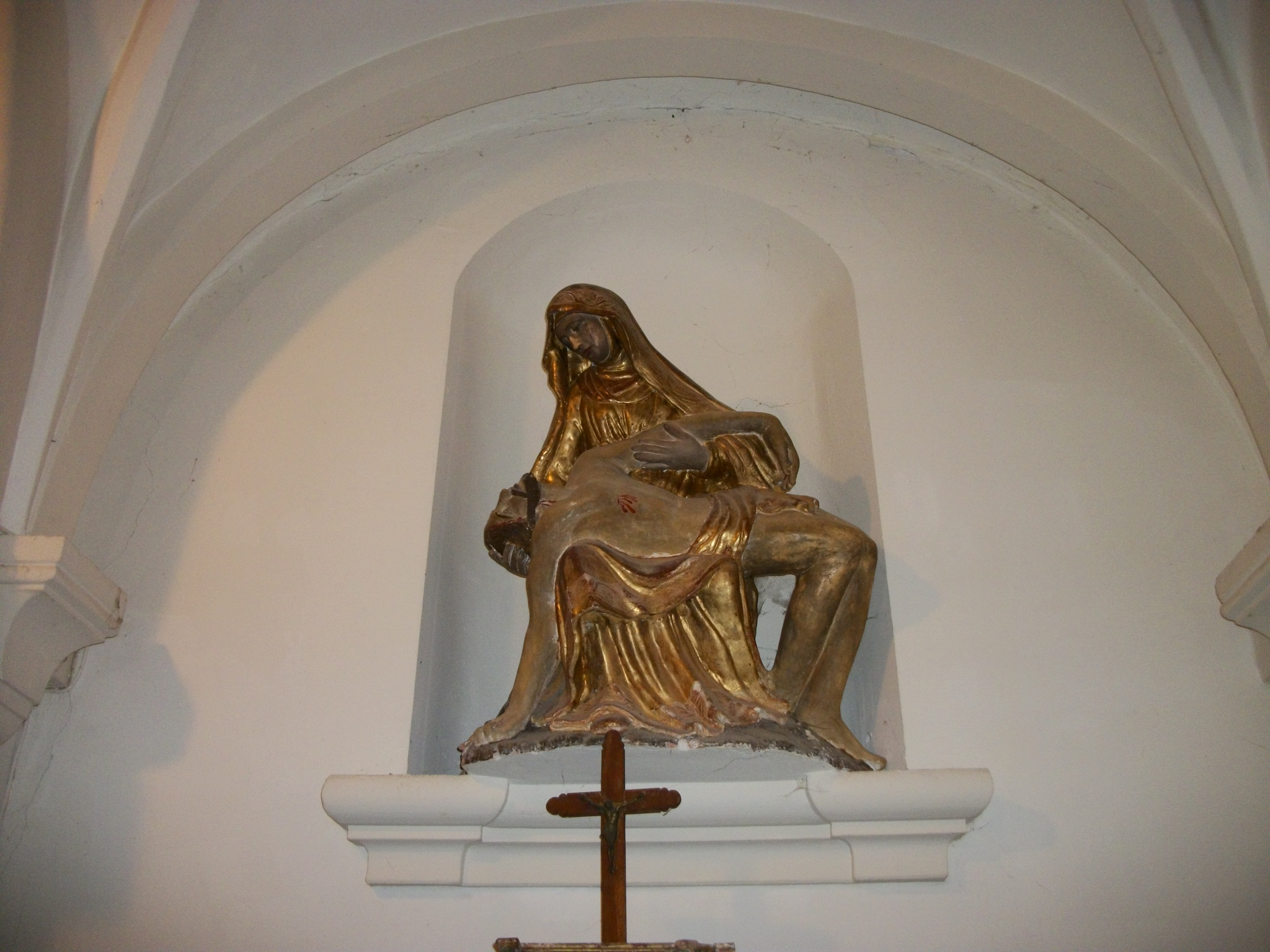
Une pietà
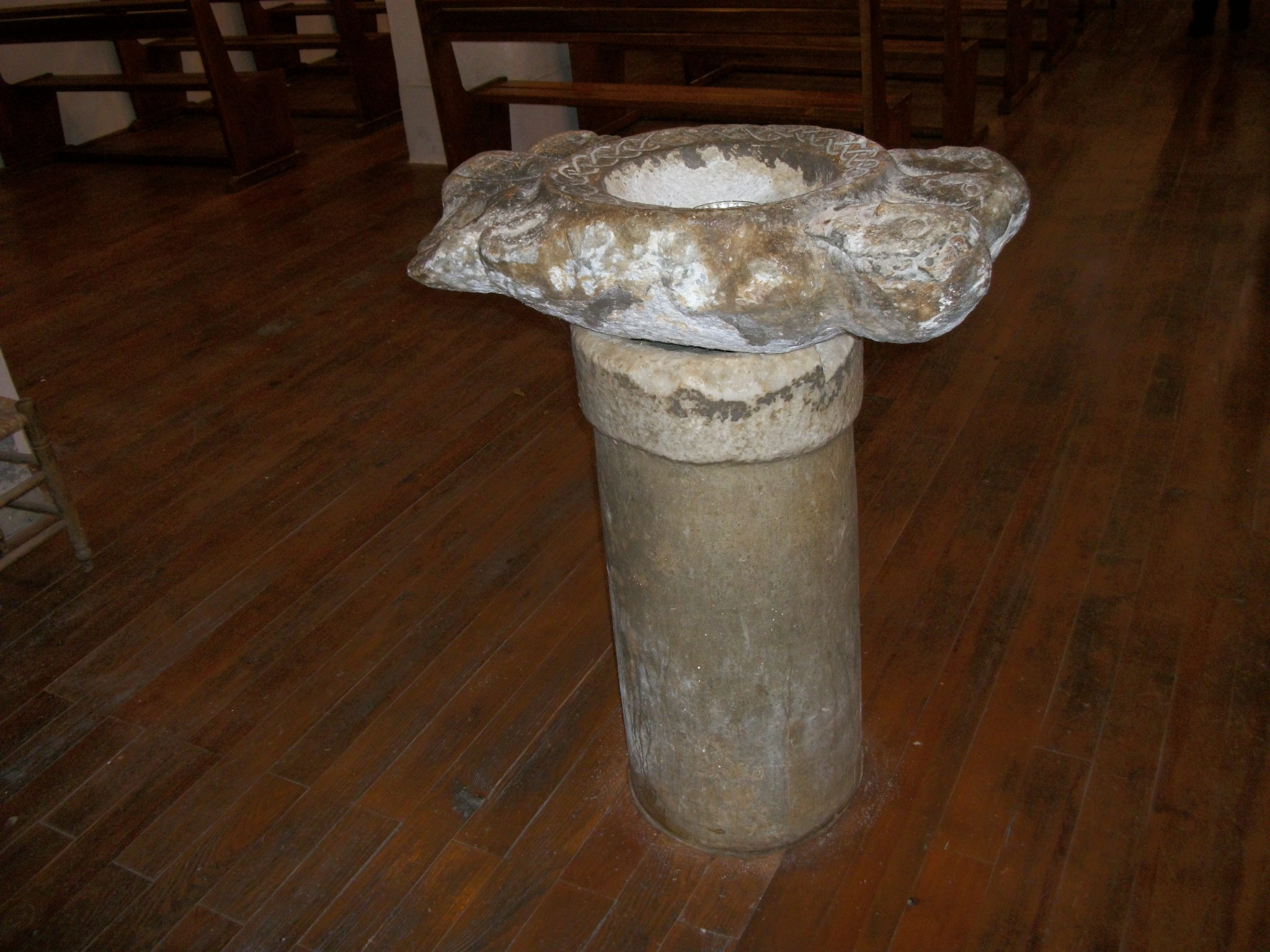